# IJslandse presidentsverkiezingen 2008
De IJslandse presidentsverkiezingen van 2008 zouden worden gehouden op zaterdag 28 juni 2008. De zittende president, Ólafur Ragnar Grímsson, voor het eerst verkozen in 1996, gaf in zijn nieuwjaarstoespraak te kennen opnieuw te zullen dingen naar het presidentschap. Ástþór Magnússon, die reeds in 1996 en 2004 onsuccesvol trachtte president van IJsland te worden, stelde zich niet opnieuw kandidaat. Bij het verstrijken van de deadline voor kandidaatstelling op 24 mei 2008, had zich geen enkele tegenstander voor de huidige president aangemeld. Zodoende won Grímsson de verkiezingen onbetwist. Hij werd voor zijn vierde ambtstermijn beëdigd op 1 augustus 2008.